# Limor Fried
Limor Fried (Amerikai Egyesült Államok, 20. század –) amerikai villamosmérnök, aki a Massachusettsi Műszaki Egyetemen végzett, valamint tulajdonosa és alapítója az Adafruit Industries nevű cégnek. A nyílt-forrású hardver közösség egyik úttörő személyisége, aki önmaga is részt vett a nyílt-forrású hardver definíciójának megalkotásában. A közösségi médiában Ladyada néven vált ismertté, tisztelegve Lady Ada Lovelace-nek.

## Életrajz és karrier
A Massachusettsi Műszaki Egyetemen szerzett 2003-ban Bachelor diplomát Villamosmérnöki és Informatika szakterületen, majd a Master végzettségét 2005-ben szerezte meg. Szakdolgozat témája a „Szociális védelmi mechanizmusok: Személyes térünk visszaszerzésének eszközei”, olyan eszközök tervezésével foglalkozott, melyek a kütyük iránti függőséget segíthetnék csökkenteni. A szakdolgozat két eszköz terveiről szól. Az egyik egy speciális szemüveg, mely kitakarja a képet, ha a viselője túl sokat nézte a tévét. A másik egy rádiófrekvenciás zavaró, mely blokkol minden mobil kommunikációt, amennyiben az a felhasználó személyes terében történik.
2005-ben megalapította az Adafruit Industries nevű cégét, mely a kollégiumi szobájából nőtte ki magát, és költözött New Yorkba. A cég profiljának ötlete egy mp3 lejátszóból indult el. Miután megosztotta az interneten, hogy hogyan lehet mp3 lejátszót építeni, sorra kapta a megkereséseket, hogy az emberek megvásárolnák az építőkittet, hogy utána tudják építeni. Ekkor kezdett bele az építőkittek gyártásába. A cég azóta komoly fejlődésen ment át, de a profilja változatlan maradt. Saját tervezésű, illetve nyílt forrású elektronikai építőkészleteket gyártanak, melyek mind kereskedelmi közvetítőkön, mind pedig közvetlen kereskedelemmel elérhetők. Ezen felül alkatrészek és szerszámok árusításával is foglalkoznak. Termékeikkel kifejezetten a hobbista közönséget célozzák meg.
Munkásságát több díjjal is kitüntették.

## Open Kinect Project
Mikor a Microsoft megjelent a piacon a Kinecttel, mely az Xbox 360 egyik kelléke, Limor Fried Phillip Torrone-nal közösen kiírt egy pályázatot, mely szerint 1000 dollárral díjazzák azt, aki nyílt forráskódú drivert ír hozzá.  A díjat később megemelték 2000 dollárra, majd 3000 dollárra. A Microsoft többszörös hardveres és szoftveres védelmet épített be, így érdeklődve várták, hogy mire jut vele a közösségi fejlesztőcsapat.

## Lásd még
- Adafruit Industries
- Ayah Bdeir – a littleBits alapítója
- Becky Stern – az Adafruit "Öltözz elektronikába" részlegének volt igazgatója
- Jeri Ellsworth – vállalkozó és feltaláló